# ZIP先生

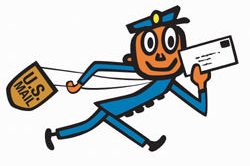
ZIP先生

ZIP先生（Mr. ZIP），或暱稱，是美國郵政部在1960年代用作向公眾推廣使用ZIP編號的一個卡通人物。到1970年代，美國郵政部的後繼者美國郵政服務亦繼續使用ZIP先生來推廣ZIP編號。

## 歷史
郵政局在對大型郵件寄件者推廣使用ZIP編號的時候，並沒有遇上什麼阻力，因為郵政局會對使用ZIP編號的大型郵件寄件者提供郵資的優惠，因此ZIP編號在大型郵件的郵寄服務中很快就流行起來。但是，仍有一部分人拒絕使用ZIP編號作郵寄，他們郵寄物品時會被收取定額的頭等郵資。即使他們的郵件沒有使用ZIP編號，但郵政局按照規定仍一定要在可能及可行的情況下將這些郵件送至目的地。許多較老的寄件者因此不願接受ZIP編號。
為了令所有人都接受ZIP編號，郵政局開始使用卡通人物ZIP先生進行推廣。他們想用ZIP先生令小孩子接受ZIP編號，並在長大成人時使用ZIP編號進行郵寄，而郵政局亦希望小孩子能夠影響他們的父母及祖父母使用ZIP編號。

## 特色

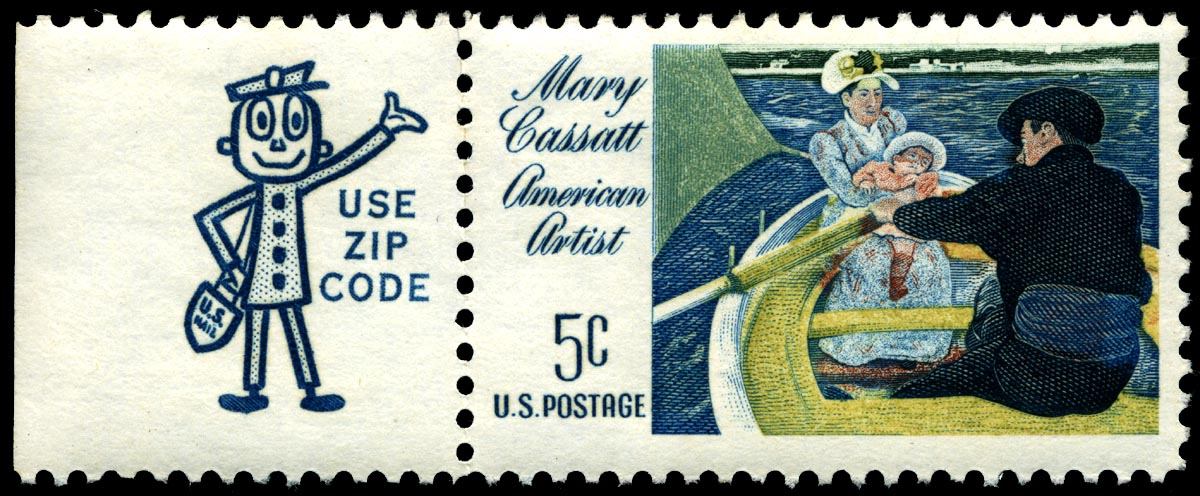
ZIP先生與1966年發行的Mary Cassatt郵票。

ZIP先生被描繪成一個郵差，他有著一對大眼，經常拖著一個郵袋並按著他的帽子以顯示他以一個非常高的速度移動。他的頭髮是直的，有著橙色的皮膚，這些特徵使他難以被分類為任何人種。他的手腳很細小，就好像火柴人一樣。
ZIP先生經常出現在推廣ZIP編號的海報上。由1964年開始，郵票的边纸（參照右圖）上亦經常會印上他。部分郵票小冊的封面亦會找到他的蹤影。有些集郵者會收集郵票四邊的边纸上的ZIP先生，稱為「ZIP塊」。

## 淡出
當ZIP編號在1970年代後期越來越普及時，ZIP先生作為推廣ZIP編號的價值越來越低了，他的出現頻率越來越低，並漸漸地被人們遺忘，但美國郵政服務至今依然擁有ZIP先生的版權。另外，美國郵政服務於2003年發佈了一張重新繪製的新版ZIP先生。

## 外部連結
- 有關ZIP先生的網站 Archive.today的存檔，存档日期2013-04-25